# راکی کرامر
راکی کرامر (انگلیسی: Rocky Kramer؛ زادهٔ ۳ اوت ۱۹۹۰) گیتارنواز، خواننده، گیتار لید، آهنگساز و ترانه‌پرداز اهل نروژ است. وی از سال ۲۰۱۲ میلادی تاکنون مشغول فعالیت بوده است.